# Кантилевер (фигурное катание)
Кантилевер — элемент фигурного катания. Подобно кораблику, фигурист скользит на «крутом ребре» (коньки наклонены под достаточно острым углом ко льду). Согнувшись в коленях, фигуристы прогибают спину назад, параллельно льду.
Кантилевер изобрел Вернер Грёбли, более известный как «Mr. Frick», долгое время катавшийся в ледовом шоу „Ice Follies“. Позднее кантилевер стал одним из фирменных приемов Ильи Климкина, Елизаветы Туктамышевой, Александры Трусовой и Сёмы Уно. Сёма Уно также часто использует кантилевер в показательных выступлениях.

## Галерея

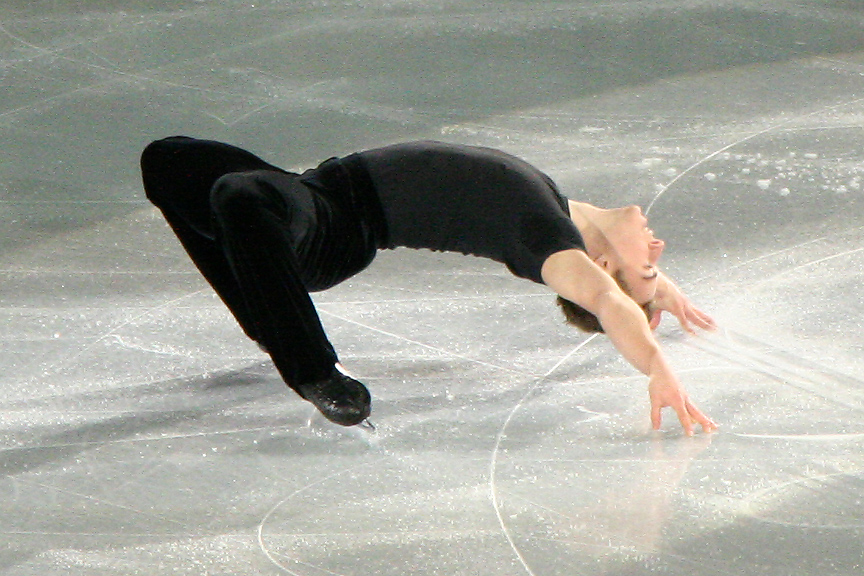
Одиночный кантилевер с руками на льду (Шон Сойер)
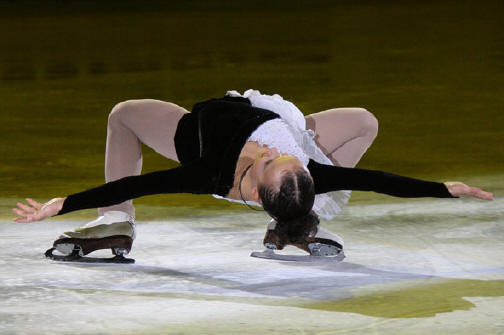
Одиночный кантилевер без рук на льду (Любовь Илюшечкина)
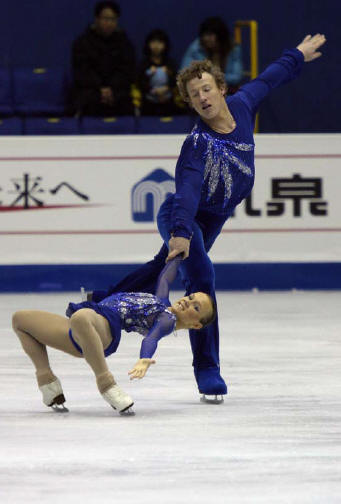
Кантилевер с помощью партнера в парном катании (Любовь Илюшечкина и Нодари Майсурадзе)
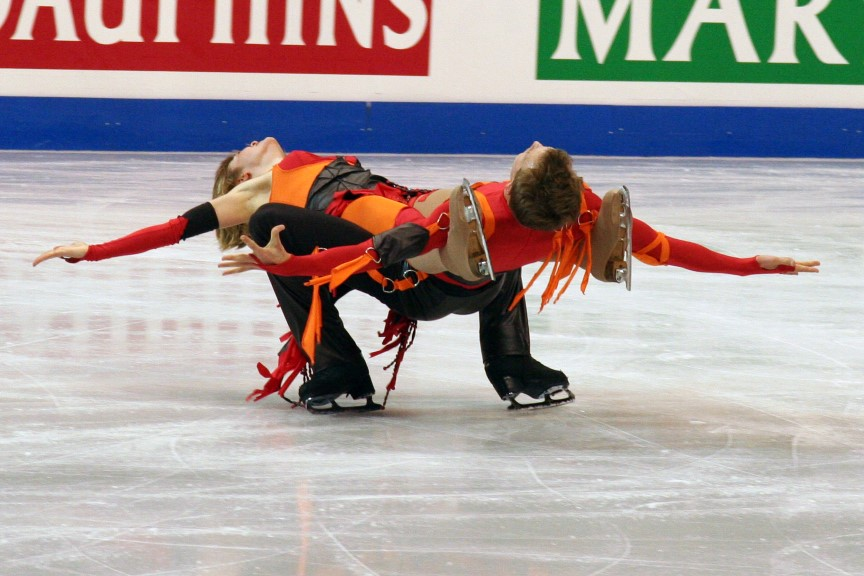
Кантилевер как составная часть поддержки в танцах на льду (Зое Блан и Пьер-Лу Буке)